# Alpin skidåkning vid olympiska vinterspelen 2018
Alpin skidåkning vid olympiska vinterspelen 2018 arrangerades i Yongpyong och Jeongseon i Pyeongchang i Sydkorea. Totalt avgjordes 11 grenar. I juni 2015 meddelades att lagtävling skulls införas på det olympiska programmet detta år.
Tävlingarna skulle ha inletts 11 februari men herrarnas störtlopp som stod på programmet flyttades fram till 15 februari på grund av starka vindar. Även damernas storslalom som var planerat 12 februari flyttades fram till 15 februari på grund av starka vindar. Ovädret i Sydkorea påverkade även damernas slalom som flyttades från 14 februari till 16 februari.

## Medaljsammanfattning
Damer
| Gren                    | Guld                     | Guld                     | Silver                   | Silver                   | Brons                         | Brons                         |
| ----------------------- | ------------------------ | ------------------------ | ------------------------ | ------------------------ | ----------------------------- | ----------------------------- |
| Kombination Detaljer... | Michelle Gisin Schweiz   | Michelle Gisin Schweiz   | Mikaela Shiffrin USA     | Mikaela Shiffrin USA     | Wendy Holdener Schweiz        | Wendy Holdener Schweiz        |
| Slalom Detaljer...      | Frida Hansdotter Sverige | Frida Hansdotter Sverige | Wendy Holdener Schweiz   | Wendy Holdener Schweiz   | Katharina Gallhuber Österrike | Katharina Gallhuber Österrike |
| Storslalom Detaljer...  | Mikaela Shiffrin USA     | Mikaela Shiffrin USA     | Ragnhild Mowinckel Norge | Ragnhild Mowinckel Norge | Federica Brignone Italien     | Federica Brignone Italien     |
| Störtlopp Detaljer...   | Sofia Goggia Italien     | Sofia Goggia Italien     | Ragnhild Mowinckel Norge | Ragnhild Mowinckel Norge | Lindsey Vonn USA              | Lindsey Vonn USA              |
| Super-G Detaljer...     | Ester Ledecká Tjeckien   | Ester Ledecká Tjeckien   | Anna Veith Österrike     | Anna Veith Österrike     | Tina Weirather Liechtenstein  | Tina Weirather Liechtenstein  |

Herrar
| Gren                    | Guld                      | Guld                      | Silver                      | Silver                      | Brons                           | Brons                           |
| ----------------------- | ------------------------- | ------------------------- | --------------------------- | --------------------------- | ------------------------------- | ------------------------------- |
| Kombination Detaljer... | Marcel Hirscher Österrike | Marcel Hirscher Österrike | Alexis Pinturault Frankrike | Alexis Pinturault Frankrike | Victor Muffat-Jeandet Frankrike | Victor Muffat-Jeandet Frankrike |
| Slalom Detaljer...      | André Myhrer Sverige      | André Myhrer Sverige      | Ramon Zenhäusern Schweiz    | Ramon Zenhäusern Schweiz    | Michael Matt Österrike          | Michael Matt Österrike          |
| Storslalom Detaljer...  | Marcel Hirscher Österrike | Marcel Hirscher Österrike | Henrik Kristoffersen Norge  | Henrik Kristoffersen Norge  | Alexis Pinturault Frankrike     | Alexis Pinturault Frankrike     |
| Störtlopp Detaljer...   | Aksel Lund Svindal Norge  | Aksel Lund Svindal Norge  | Kjetil Jansrud Norge        | Kjetil Jansrud Norge        | Beat Feuz Schweiz               | Beat Feuz Schweiz               |
| Super-G Detaljer...     | Matthias Mayer Österrike  | Matthias Mayer Österrike  | Beat Feuz Schweiz           | Beat Feuz Schweiz           | Kjetil Jansrud Norge            | Kjetil Jansrud Norge            |

Mix
| Gren                   | Guld                                                                             | Guld                                                                             | Silver | Silver | Brons | Brons |
| ---------------------- | -------------------------------------------------------------------------------- | -------------------------------------------------------------------------------- | --- | --- | --- | --- |
| Lagtävling Detaljer... | Schweiz Luca Aerni Denise Feierabend Wendy Holdener Daniel Yule Ramon Zenhäusern | Schweiz Luca Aerni Denise Feierabend Wendy Holdener Daniel Yule Ramon Zenhäusern | Österrike Stephanie Brunner Manuel Feller Katharina Gallhuber Katharina Liensberger Michael Matt Marco Schwarz | Österrike Stephanie Brunner Manuel Feller Katharina Gallhuber Katharina Liensberger Michael Matt Marco Schwarz | Norge Sebastian Foss-Solevåg Nina Haver-Løseth Leif Kristian Nestvold-Haugen Kristin Lysdahl Jonathan Nordbotten Maren Skjøld | Norge Sebastian Foss-Solevåg Nina Haver-Løseth Leif Kristian Nestvold-Haugen Kristin Lysdahl Jonathan Nordbotten Maren Skjøld |

## Medaljtabell
| Pl. | Nation        | Guld | Silver | Brons | Totalt |
| --- | ------------- | ---- | ------ | ----- | ------ |
| 1   | Österrike     | 3    | 2      | 2     | 7      |
| 2   | Schweiz       | 2    | 3      | 2     | 7      |
| 3   | Sverige       | 2    | 0      | 0     | 2      |
| 4   | Norge         | 1    | 4      | 2     | 7      |
| 5   | USA           | 1    | 1      | 1     | 3      |
| 6   | Italien       | 1    | 0      | 1     | 2      |
| 7   | Tjeckien      | 1    | 0      | 0     | 1      |
| 8   | Frankrike     | 0    | 1      | 2     | 3      |
| 9   | Liechtenstein | 0    | 0      | 1     | 1      |
|     | Totalt        | 11   | 11     | 11    | 33     |

### Fotnoter
1. ↑  ”Alpine skiing” (på engelska). Pyeongchang 2018 Sport. Arkiverad från originalet den 18 maj 2017. https://web.archive.org/web/20170518082449/https://www.pyeongchang2018.com/en/olympicstory/sports/snow/alpine-skiing/view. Läst 30 april 2017.
2. ↑  ”Nya "svenskgrenar" till OS 2018”. SOK. http://sok.se/arkiv-for-artiklar/2015-06-09-nya-svenskgrenar-till-os-2018.html. Läst 1 maj 2017.
3. ↑  ”Men's Olympic downhill to be rescheduled due to strong winds”. FIS. Arkiverad från originalet den 11 februari 2018. https://web.archive.org/web/20180211052024/http://www.fis-ski.com/alpine-skiing/news-multimedia/news/article=men-olympic-downhill-rescheduled.html. Läst 11 februari 2018.
4. ↑  ”Women's Olympic giant slalom rescheduled due to strong winds”. FIS. Arkiverad från originalet den 13 februari 2018. https://web.archive.org/web/20180213052857/http://www.fis-ski.com/alpine-skiing/news-multimedia/news/article=women-olympic-giant-slalom-rescheduled-due-strong-winds.html. Läst 12 februari 2018.
5. ↑  ”Slalomen framflyttad efter ovädret i Sydkorea winds”. Aftonbladet. https://www.aftonbladet.se/sportbladet/a/bKm9gv/slalomen-framflyttad-efter-ovadret-i-sydkorea. Läst 14 februari 2018.
6. ↑  Alpine skiing - Ladies' Alpine Combined. pyeongchang2018.com. Läst 22 februari 2018.
7. ↑  Alpine skiing - Ladies' Slalom. pyeongchang2018.com. Läst 16 februari 2018.
8. ↑  Alpine skiing - Ladies' Giant Slalom. pyeongchang2018.com. Läst 15 februari 2018.
9. ↑  Alpine skiing - Ladies' Downhill. pyeongchang2018.com. Läst 21 februari 2018.
10. ↑  Alpine skiing - Ladies' Super-G. pyeongchang2018.com. Läst 17 februari 2018.
11. ↑  Alpine skiing - Men's Combined. pyeongchang2018.com. Läst 13 februari 2018.
12. ↑  Alpine skiing - Men's Slalom. pyeongchang2018.com. Läst 22 februari 2018.
13. ↑  Alpine skiing - Men's Giant Slalom. pyeongchang2018.com. Läst 18 februari 2018.
14. ↑  Alpine skiing - Men's Downhill. pyeongchang2018.com. Läst 15 februari 2018.
15. ↑  Alpine skiing - Men's Super-G. pyeongchang2018.com. Läst 16 februari 2018.
16. ↑  Alpine skiing - Team Event. pyeongchang2018.com. Läst 24 februari 2018.